# Margherita di Babenberg
Margherita di Babenberg, conosciuta anche come Margherita d'Austria (1204 circa – Krumau am Kamp, 29 ottobre 1266), fu regina consorte dei Romani, duchessa titolare d'Austria e regina consorte di Boemia.
Era la figlia maggiore del duca d'Austria Leopoldo VI, e di Teodora Angelina, membro della famiglia imperiale bizantina.

## Biografia
Il 29 novembre 1225, a Norimberga, Margherita sposò il re eletto dei Romani Enrico VII di Hohenstaufen, figlio maggiore dell'imperatore Federico II. Lo sposo era appena quattordicenne mentre lei aveva ventuno anni. La sua incoronazione come regina dei Romani avvenne sedici mesi dopo, il 23 marzo 1227, ad Aquisgrana.
Enrico e Margherita ebbero due figli, Enrico, che morì giovane (circa nel 1242-1245) e Federico, che morì anch'esso in giovane età (circa 1251-1252).
Nel 1235 Enrico si ribellò al padre, ma venne sconfitto e in seguito detronizzato. Confinato in diversi castelli in Puglia, egli morì probabilmente il 12 febbraio 1242 a seguito di una caduta dal suo cavallo, cosa che probabilmente fu un tentativo di suicidio. Nel frattempo Margherita, che verosimilmente non aveva più avuto contatti con il marito, si trasferì a Würzburg, dove visse in reclusione a Markuskloster.
Il fratello di Margherita, il duca Federico II d'Austria, ultimo duca della dinastia dei Babenberg, morì senza aver lasciato figli durante la battaglia di Leitha (1246), dando così origine ad una crisi successoria. I due principali pretendenti ai ducati di Austria e Stiria erano il marito di Margherita, che, in qualità di sorella maggiore dell'ultimo Duca, rivendicava una vicinanza di sangue, e quello della nipote di Margherita, Gertrude, che reclamava la primogenitura, in quanto unica figlia di Enrico di Mödling, premorto al padre Leopoldo VI e fratello maggiore del duca Federico II.
Venceslao I, re di Boemia, desiderava ottenere il controllo sui ducati attraverso il matrimonio del suo figlio ed erede, Vladislao, con Gertrude. I due vennero proclamati Duca e Duchessa d'Austria, ma Vladislao morì l'anno seguente, nel 1247. Il successivo governatore dell'Austria fu il secondo marito di Gertrude, Ermanno VI, margravio di Baden, che morì nel 1250, lasciando così l'Austria e la Stiria nuovamente senza un padrone.
La nobiltà austriaca offrì la corona dei due ducati ad Ottocaro II di Boemia, secondo figlio e nuovo erede di re Venceslao I. Venne comunque imposta una condizione all'offerta: Ottocaro avrebbe potuto ottenere il controllo di Austria e Stiria unicamente nel caso avesse sposato una delle eredi Babenberg. Ottocaro rifiutò di sposare la vedova di suo fratello e quindi convolò a nozze con Margherita: la cerimonia venne tenuta l'11 febbraio 1252 nella cappella palatina del castello di Hainburg an der Donau. Lei all'epoca aveva circa ventisei anni più del marito.
Ottocaro acquisì i privilegi imperiali con una Bolla d'Oro sulla base del Privilegium minus, la quale legittimava le sue pretese sui ducati di Austria e Stiria, dal momento che Margherita era l'erede dell'ultimo dell'ultimo duca per prossimità di sangue. Conseguentemente Margherita trasferì il governo dei ducati al marito; papa Innocenzo IV, che in precedenza aveva cambiato molte volte fazione nella contesa tra Gertrude e Margherita, confermò definitivamente il legittimo governo di Margherita e Ottocaro su entrambi i ducati il 6 maggio 1252.
Un anno più tardi, il 23 settembre 1253, re Venceslao I morì; Ottocaro salì quindi sul trono di Boemia con il nome di Ottocaro II e Margherita divenne la sua regina consorte. A questo punto era però diventato ormai evidente che Margherita, già cinquantenne, era sterile; Ottocaro cercò di ottenere dal Papa il riconoscimento come suo successore del figlio illegittimo che aveva avuto da una delle dame di compagnia della moglie. Dopo il rifiuto del Papa, Ottocaro riuscì comunque a far annullare il proprio matrimonio: la regina ripudiata lasciò la Boemia e fece ritorno in Austria, stabilendo la sua residenza a Krumau am Kamp e a Krems.
Ottocaro II mantenne il controllo dell'Austria, della Stiria, della Carinzia e della Carniola, pretendendo di essere l'erede designato da Margherita nel loro atto di divorzio. Egli tenne i ducati finché non venne deposto da re Rodolfo I d'Asburgo nel 1276.
Dopo il divorzio, Margherita venne chiamata Romanorum quondam Regina (Regina dei Romani) e in ogni caso mantenne il titolo di Ducissa Austrie et Stirie (Duchessa d'Austria e Stiria). Nel 1266 ella decise di cambiare il proprio titolo e assumere quello di Quondam filia Livpoldi illustris ducis Austrie et Stirie et Romanorum Regina in segno di deferenza verso il padre.
Prima di morire ella scelse l'Abbazia di Lilienfeld come suo luogo di sepoltura. La datazione della sua morte è piuttosto controversa: alcune fonti indicano il 29 ottobre 1266 (quella che è più probabile che sia), mentre in altre si trova invece la data del 2/12 ottobre 1267. In osservanza dei suoi desideri, Margherita venne sepolta nell'abbazia accanto al padre.

## Antenati
|                          |   |                            | Genitori           |  |  | Nonni |  |  | Bisnonni               |  |  | Trisnonni                 |  |
|                          |   |                            |                    |  |  |       |  |  | Enrico II di Babenberg |  |  | Leopoldo III di Babenberg |  |
|                          |   |                            |                    |  |  |       |  |  | Enrico II di Babenberg |  |  | Leopoldo III di Babenberg |  |
|                          |   | Ida di Formbach-Ratelnberg |                    |  |  |       |  |  | Enrico II di Babenberg |  |  |                           |  |
| Leopoldo V di Babenberg  |   |                            |                    |  |  |       |  |  | Enrico II di Babenberg |  |  |                           |  |
|                          |   | Teodora Comnena            | Andronico Comneno  |  |  |       |  |  |                        |  |  |                           |  |
|                          |   | Teodora Comnena            | Andronico Comneno  |  |  |       |  |  |                        |  |  |                           |  |
|                          |   | Teodora Comnena            | Irene Synadene     |  |  |       |  |  |                        |  |  |                           |  |
| Leopoldo VI di Babenberg |   | Teodora Comnena            |                    |  |  |       |  |  |                        |  |  |                           |  |
|                          |   | Géza II d'Ungheria         | Béla II d'Ungheria |  |  |       |  |  |                        |  |  |                           |  |
|                          |   | Géza II d'Ungheria         | Béla II d'Ungheria |  |  |       |  |  |                        |  |  |                           |  |
|                          |   | Géza II d'Ungheria         | Elena di Rascia    |  |  |       |  |  |                        |  |  |                           |  |
| Elena d'Ungheria         |   | Géza II d'Ungheria         |                    |  |  |       |  |  |                        |  |  |                           |  |
|                          |   | Efrosin'ja Mstislavna      | Mstislav I di Kiev |  |  |       |  |  |                        |  |  |                           |  |
|                          |   | Efrosin'ja Mstislavna      | Mstislav I di Kiev |  |  |       |  |  |                        |  |  |                           |  |
|                          |   | Efrosin'ja Mstislavna      | Lyabawa Dmitrievna |  |  |       |  |  |                        |  |  |                           |  |
| Margherita di Babenberg  |   | Efrosin'ja Mstislavna      |                    |  |  |       |  |  |                        |  |  |                           |  |
|                          | … | …                          |                    |  |  |       |  |  |                        |  |  |                           |  |
|                          | … | …                          |                    |  |  |       |  |  |                        |  |  |                           |  |
|                          | … | …                          |                    |  |  |       |  |  |                        |  |  |                           |  |
| …                        | … |                            |                    |  |  |       |  |  |                        |  |  |                           |  |
|                          |   | …                          | …                  |  |  |       |  |  |                        |  |  |                           |  |
|                          |   | …                          | …                  |  |  |       |  |  |                        |  |  |                           |  |
|                          |   | …                          | …                  |  |  |       |  |  |                        |  |  |                           |  |
| Teodora Angelina         |   | …                          |                    |  |  |       |  |  |                        |  |  |                           |  |
|                          |   | …                          | …                  |  |  |       |  |  |                        |  |  |                           |  |
|                          |   | …                          | …                  |  |  |       |  |  |                        |  |  |                           |  |
|                          |   | …                          | …                  |  |  |       |  |  |                        |  |  |                           |  |
| …                        |   | …                          |                    |  |  |       |  |  |                        |  |  |                           |  |
|                          |   | …                          | …                  |  |  |       |  |  |                        |  |  |                           |  |
|                          |   | …                          | …                  |  |  |       |  |  |                        |  |  |                           |  |
|                          |   | …                          | …                  |  |  |       |  |  |                        |  |  |                           |  |
|                          |   | …                          |                    |  |  |       |  |  |                        |  |  |                           |  |